# 長泉町立長泉小学校
長泉町立長泉小学校（ながいずみちょうりつ ながいずみしょうがっこう）は、静岡県駿東郡長泉町中土狩にある公立小学校。
略称は「長小（ながしょう）」である。

## 概要
- 全校生徒数は1043人である。（令和3年4月1日現在）[1]

## 沿革
| 年代                  | 沿革                                                               |
| --------------------- | ------------------------------------------------------------------ |
| 1873年（明治6年）     | 下土狩駅下に第13番小学循誘舎を、納米里普向寺に第14番小学映雪舎設立 |
| 1875年（明治8年）2月  | 学校設立認可                                                       |
| 1888年（明治21年）    | 芳章尋常小学校と改称                                               |
| 1890年（明治23年）    | 公立長泉尋常小学校と改称                                           |
| 1892年（明治25年）5月 | 長泉第一尋常小学校と改称                                           |
| 1898年（明治31年）4月 | 長泉第一尋常高等小学校と改称                                       |
| 1908年（明治41年）4月 | 長泉尋常高等小学校と改称                                           |
| 1941年（昭和16年）4月 | 駿東郡長泉村国民学校と改称                                         |
| 1947年（昭和22年）4月 | 長泉村立長泉小学校と改称、長泉中学校設立                           |
| 1960年（昭和35年）4月 | 長泉町立長泉小学校と改称                                           |

## 教育目標
同小学校の教育目標は「自ら考え　高め合いながら　伸びる子」である。

## アクセス
- 富士急シティバスがんセンター線/ベックマン・コールター線/駿河平線「長泉役場前」停留所から、徒歩2分
- 長泉町長泉・清水循環バス「長泉役場前」停留所から、徒歩2分